# Andrew Symonds
Andrew Symonds (* 9. Juni 1975 in Birmingham, Vereinigtes Königreich; † 14. Mai 2022 in Townsville, Australien) war ein australischer Cricketspieler, der von 1998 bis 2009 für die australische Nationalmannschaft spielte.

## Kindheit und Ausbildung
Symonds wurde in England als Sohn afro-karibischer und skandinavischer Eltern geboren. Mit 15 Monaten wurde er adoptiert und zog mit seinen Adoptiveltern, beide Englisch-Lehrer, kurz darauf nach Australien. Zunächst lebten sie in Charters Towers. Seit Symmonds neun Jahre alt war, fuhr ihn sein Vater wöchentlich zum Club in Townsville, das zwei Autostunden entfernt lag, um ihm bessere Trainingsbedingungen zu ermöglichen. Seinen Spitznamen Roy erhielt er durch einen Jugendtrainer, der ihn mit dem Basketballer Leroy Loggins verglich. Im Jahr 1988 zog er mit seiner Familie nach Gold Coast, als seine Eltern dort neue Stellen annahmen. Dort spielte er beim Gold Coast Dolphins Cricket Club.

## Aktive Karriere

### Anfänge in der Nationalmannschaft
Ab der Saison 1994/95 spielte er für Queensland im australischen nationalen und 1995 für Gloucestershire im englischen nationalen Cricket. Bei Letzterem konnte er so überzeugen, dass ihm der englische Verband einen Einsatz für das englische A-Team anbot, was er jedoch ausschlug. Sein Debüt für die australische Nationalmannschaft gab er im ODI-Cricket auf der Tour in Pakistan im November 1998. Seinen nächsten Einsatz hatte er bei einem Drei-Nationen-Turnier in Sri Lanka im August 1999. Dort erzielte er gegen Indien mit 68* Runs sein erstes Half-Century und wurde als Spieler des Spiels ausgezeichnet. Als Bowler trat er das erste Mal bei der Tour in Simbabwe im Oktober 1999 in Erscheinung, als ihm im ersten ODI 3 Wickets für 52 Runs gelangen. In der Folge etablierte er sich als Allrounder und erreichte bei einem heimischen Drei-Nationen-Turnier zum Jahresbeginn 2000 gegen Pakistan 3 Wickets für 34 Runs und gegen Indien 4 Wickets für 11 Runs. Ein Jahr darauf erreichte er bei der folgenden Ausgabe des Turniers gegen die West Indies abermals 4 Wickets für 35 Runs und gegen Simbabwe ein Fifty über 60 Runs. Weitere Leistungen ermöglichten ihm die Teilnahme am Cricket World Cup 2003. Dort erzielte er beim ersten Spiel gegen Pakistan sein erstes Century über 143* Runs aus 125 Bällen und wurde als Spieler des Spiels ausgezeichnet. Ein weiteres Half-Century über 91* Runs erzielte er im Halbfinale gegen Sri Lanka und ermöglichte so die Finalteilnahme. Dort konnte sich dann Australien gegen Indien durchsetzen und den Weltmeistertitel gewinnen.
Bei der an die Weltmeisterschaft anschließenden Tour in den West Indies konnte er zwei Half-Centuries (75 und 77 Runs) erreichen. Im November 2003 erzielte er in Indien 3 Wickets für 24 Runs, und als Indien im Januar 2004 nach Australien kam, konnte er gegen sie in einem Drei-Nationen-Turnier drei Fifties (88, 73 und 66 Runs) erreichen. Es folgte eine Tour in Sri Lanka, bei der er nach einem Fifty in den ODIs (53 Runs) auch sein Debüt im Test-Cricket gab. Bei einem ODI gegen Pakistan, das im September 2004 in England ausgetragen wurde, konnte er ein Century über 104* Runs aus 103 Bällen erreichen und wurde dafür als Spieler des Spiels ausgezeichnet. Bei der darauf folgenden ICC Champions Trophy 2004 konnte er gegen Neuseeland ein Fifty über 71+ Runs erreichen und wurde dafür als Spieler des Spiels ausgezeichnet. Bei einem heimischen Drei-Nationen-Turnier konnte er im Finale gegen Pakistan mit 91 Runs ein Half-Century erzielen und wurde beim Sieg als Spieler des Spiels ausgezeichnet. Es folgte eine Tour in Neuseeland, wobei er ein Fifty über 53 Runs und einmal 3 Wickets für 41 Runs erreichte. Auch war er Teil des bei dieser Tour erstmals ausgetragenen Twenty20 Internationals.

### Erfolge und Skandale
In der Saison 2005 erzielte er bei einem Drei-Nationen-Turnier in England zwei Half-Centuries gegen den Gastgeber und mit 5 Wickets für 18 Runs gegen Bangladesch sein erstes Five-for. Dies erreichte er, nachdem er die ersten beiden Spiele des Turniers aus disziplinarischen Gründen aussetzen musste, weil er nach einer Geburtstagsfeier in der Nacht vor dem ersten Spiel als nicht spieltauglich befunden wurde. Ein ODI-Century gelang ihm im Dezember 2005, als er in Neuseeland 156 Runs aus 217 Bällen erreichte. Im zweiten Test der daran anschließenden Tour gegen Südafrika erreichte er neben einem Fifty über 72 Runs auch 3 Wickets für 50 Runs als Bowler. Im Twenty20 der Tour fügte er ein Fifty über 54* Runs hinzu. Es folgte ein Drei-Nationen-Turnier, bei dem er im ersten Spiel 66 Runs gegen Sri Lanka erreichte und als Spieler des Spiels ausgezeichnet wurde. In einem weiteren Spiel gegen Sri Lanka erreichte er 3 Wickets für 48 Runs, bevor er gegen Südafrika ein Fifty über 65 Runs erzielte. Im zweiten Finale des Turniers gegen Sri Lanka erzielte er mit 151 Runs aus 127 Bällen ein Century und sorgte als Spieler des Spiels dafür, dass es zu einem dritten Finale kam. Dieses konnte Australien gewinnen und Symonds wurde als Spieler des Turniers ausgezeichnet. Daraufhin reiste er mit dem Team nach Südafrika, bei dem er in der Test- (55 Runs) und ODI-Serie (76 Runs) jeweils ein Half-Century erreichte. Die Saison endete mit einem Century über 103* Runs aus 125 Bällen in Bangladesch.
Zu Beginn der Saison 2006/07 steuerte er im Finale eines Drei-Nationen-Turniers in Malaysia gegen die West Indies ein Half-Century über 52 Runs zum Sieg bei. Bei der ICC Champions Trophy 2006 erreichte er im Halbfinale gegen Neuseeland ebenfalls ein Fifty über 58 Runs und trug so zum Einzug ins Finale bei, das Australien gewann. Bei der Ashes Tour 2006/07 gegen England erreichte er im vierten Test 156 Runs aus 220 Bällen. Bei einem heimischen Drei-Nationen-Turnier erreichte er gegen Neuseeland 69 Runs und 2 Wickets für 41 Runs und wurde als Spieler des Spiels ausgezeichnet. Er wurde für den Cricket World Cup 2007 nominiert und erreichte beim Turniersieg als beste Leistung in der Vorrunde 63* Runs gegen den späteren Finalgegner Sri Lanka. Die Saison 2007/08 begann mit einer Tour in Indien. Dort erzielte er zunächst drei Half-Centuries im zweiten, dritten und vierten Spiel (87, 89, und 75 Runs) der ODI-Serie. Im fünften ODI der Serie in Vadodara wurde er von Zuschauern rassistisch beleidigt. Im sechsten ODI erreichte er ein Century über 107* Runs aus 88 Bällen und wurde als Spieler des Spiels ausgezeichnet. Im letzten Spiel der Serie in Mumbai kam es abermals zu rassistischen Beleidigungen seitens der Zuschauer.
In der Test-Serie gegen Sri Lanka im November 2007 erzielte er zwei Half-Centuries (53* und 50* Runs). Im Twenty20 der Tour gegen Neuseeland folgten dann ein Fifty über 85* Runs, für die er als Spieler des Spiels ausgezeichnet wurde. In der ODI-Serie gelang ihm ein weiteres Half-Century (52 Runs). Daraufhin kam Indien für eine Test-Serie nach Australien. Im zweiten Test gelang ihm im ersten Innings ein Century über 162* Runs aus 226 Bällen. Im zweiten Innings sicherte er mit einem Fifty über 62 Runs und 3 Wickets für 51 Runs als Bowler den Sieg und wurde als Spieler des Spiels ausgezeichnet. Im Verlauf des Spiels wurde er vom indischen Spieler Harbhajan Singh rassistisch beleidigt, der deshalb für drei Spiele gesperrt wurde. Das indische Team wollte die Strafe nicht akzeptieren und legte Protest ein. Erst nachdem der Umpire Steve Bucknor, der die Strafe ausgesprochen hatte, sich vom letzten Test zurückgezogen hatte, willigte der indische Verband ein, weiter zu spielen. Im dritten Test erreichte er abermals ein Half-Century über 66 Runs. Nach der Test-Serie wurde Singh von den Vorwürfen freigesprochen, und dem australischen Verband wurde vorgeworfen, nachgegeben zu haben, um die Tour nicht zu gefährden. Symonds fühlte sich vom Verband im Stich gelassen und erhob ihm gegenüber den Vorwurf, ihn und seine Team-Kollegen herabgewürdigt zu haben, weil er den Vorfall nicht adäquat verteidigt hätte, als er von indischer Seite als Lügner hingestellt worden war. In dem daran anschließenden Drei-Nationen-Turnier erreichte er mit 59 Runs gegen Indien ein weiteres Fifty. Im Finale des Turniers rannte ein Flitzer auf das Spielfeld und auf Symonds zu, der am Schlag war. Da die Ordnungskräfte diesen nicht schnell genug einfangen konnten, streckte Symonds, der öfters mit den Brisbane Broncos trainierte, ihn mit der Schulter nieder. Symonds wurde vom Verband dafür nicht bestraft, da ihm die Aktion als Selbstschutz ausgelegt wurde.

### Karriereende
Für die Indian Premier League 2008 wurde er von den Deccan Chargers für 1,35 Millionen US-Dollar als zweitteuerster Spieler der Liga engagiert, obwohl er nur vier Spiele für das Team absolvieren konnte, bevor er wieder zur Nationalmannschaft gerufen wurde. Die Saison 2008 begann mit einer Tour in den West Indies. Nachdem er im ersten Test zwei Half-Centuries erzielt hatte (70* und 79 Runs), gelang ihm im dritten Test ein weiteres (52 Runs). Auch konnte er zwei Fifties (87 und 66 Runs) in der ODI-Serie erreichen. Im August wurde er aus disziplinarischen Gründen aus dem Team ausgeschlossen, nachdem er ein Team-Meeting verpasst hatte, weil er fischen war. Nach seiner Rückkehr ins Team bei der Tour gegen Neuseeland im November 2008 kam es nach seinem ersten Spiel zu einem Zwischenfall in einer Bar, für den der Verband die Schuld jedoch nicht bei ihm sah. Bei der Tour gegen Südafrika erzielte er noch einmal ein Test-Fifty über 57 Runs, verletzte sich jedoch vor dem zweiten Spiel der Serie am Knie. Nach dem Spiel wurde er deshalb operiert. Kurz darauf beleidigte er den neuseeländischen Spieler Brendon McCullum in einem Radiointerview, weshalb er vom Verband eine Geldstrafe erhielt. Auch suspendierte ihn der Verband von der nächsten Tour in Südafrika. Im April 2009 kündigte der Verband an, dass Symonds noch einmal eine Chance bekommen solle. Nach einem Vorbereitungsspiel für den ICC World Twenty20 2009 wurde bekannt, dass er beim Trinken von Alkohol in der Öffentlichkeit gesichtet worden war, was der Verband ausdrücklich in den persönlichen Verträgen mit ihm untersagt hatte. Daraufhin wurde er nach Hause geschickt. Im November kehrte er in das Team von Queensland zurück. Er spielte in den folgenden Jahren weiter in der Indian Premier League für die Deccan Chargers und Mumbai Indians, bekam jedoch keine Chance mehr im Nationalteam. Im Februar 2012 beendete er seine Karriere.

## Technik
Symonds war vor allem dank seiner Schlagkraft als Batter und seiner herausragenden Fielding-Qualitäten als ausgezeichneter Allrounder bekannt. Seine Vielseitigkeit im Feld, bei der er trotz seiner Körpergröße in der Lage war, auch tieffliegende Bälle zu erreichen, machten ihn zu einem der besten Fielder seiner Zeit. Als Bowler wechselte er über die Zeit seine Technik. Beginnend als medium entwickelte er sich über die Jahre hin zum Off-Spinner. Mit seinem Batting, das darauf ausgelegt war, möglichst viele Boundaries zu erzielen, war er seiner Zeit voraus, da es nun mit der Dominanz des Twenty20-Crickets zum Standard wurde. Bei all dem war ihm vor allem seine Athletik behilflich.

## Leben nach der aktiven Karriere
Im Jahr 2011 spielte er sich selbst in dem Bollywood-Film Patiala House. Auch war er Teil der indischen TV-Show Big Boss. In den folgenden Jahren arbeitete er als Kommentator für Fox Sports in Australien.
Symonds war verheiratet und hatte zwei Kinder. Seine erste Ehe wurde 2004 geschlossen und scheiterte ein Jahr später.
Am 14. Mai 2022 verunglückte er tödlich, als sein Auto von der Straße abkam.